# Bistum Reconquista
Das Bistum Reconquista (lat.: Dioecesis Reconquistensis, span.: Diócesis de Reconquista) ist eine in Argentinien gelegene römisch-katholische Diözese mit Sitz in Reconquista.

## Geschichte
Das Bistum Reconquista wurde am 11. Februar 1957 durch Papst Pius XII. mit der Päpstlichen Bulle Nobilis Argentinae Nationis Ecclesia aus Gebietsabtretungen des Erzbistums Santa Fe errichtet und diesem als Suffraganbistum unterstellt. Am 10. April 1961 gab das Bistum Reconquista Teile seines Territoriums zur Gründung des Bistums Rafaela ab.

## Bischöfe von Reconquista
- Juan José Iriarte, 1957–1984, dann Erzbischof von Resistencia
- Fabriciano Sigampa, 1985–1992, dann Bischof von La Rioja
- Juan Rubén Martinez, 1994–2000, dann Bischof von Posadas
- Andrés Stanovnik OFMCap, 2001–2007, dann Erzbischof von Corrientes
- Ramón Alfredo Dus, 2008–2013, dann Erzbischof von Resistencia
- Ángel José Macín, seit 2013